# De Snevo's
De Snevo's is een Nederlandse band. Ze wordt door bassist Theo Vogelaars opgericht na het uiteenvallen van de Tröckener Kecks. Hij begint de band met zanger/gitarist Fred Kienhuis (Jack of Hearts). Drummer wordt Paul Tromp (Mush Mush). De band maakt energieke rock met teksten in het Nederlands. De naam is een afkorting van Snelle Vogels en afkomstig van een band uit Roosendaal waarmee Vogelaars een keer heeft meegezongen.
Het eerste optreden vindt plaats in De Elegast in Deventer op 9 augustus 2002.
Veel optreden en het bouwen van een eigen studio resulteert in de titelloze debuut-cd welke op 7 maart 2005 uitkomt. Het album bevat vijftien nummers en ontvangt positieve recensies in onder meer OOR ("een goudeerlijke plaat"), Aloha ("krachtige liedjes"), Kindamuzik ("stomende rock-'n-roll") en het Dagblad van het Noorden ("topdebuut").
In december 2005 staan de Snevo's drie maal in het voorprogramma van de Dijk in een uitverkocht Paradiso (Amsterdam). 
Een clip van het daar gespeelde nummer Marijke/Blitzkrieg Bop verschijnt op de site van de Snevo's.
In 2006 doen de Snevo's onder andere een viertal optredens bij het rondreizend theaterfestival Parade (theaterfestival). Er worden geen singles uitgebracht, maar een bonustrack, het nummer "Lange nacht", kan van de site worden gedownload.
Begin 2007 laten de Snevo's middels een aantal optredens nog van zich horen, daarna wordt het stil rond de band. In het najaar van 2007 volgen nog een paar optredens, en het voorlopig laatste optreden werd gegeven op 12 oktober in De Elegast in Deventer waar ook het eerste optreden plaatsvond. Daarna stapt Fred Kienhuis uit de Snevo's.

## Bezetting
- Fred Kienhuis (zang/gitaar)
- Theo Vogelaars (bas)
- Paul Tromp (drums)

## Discografie
1. Demo's (2003)
2. De Snevo's (2005)